# Louis Henri Loison
Louis Henri Loison (16 de Maio de 1771 – 30 de Dezembro de 1816) foi um general francês, tendo participado na primeira invasão francesa, sob o comando de Junot. Foi autor de numerosas pilhagens e de inúmeros actos violentos, que lhe valeram a fama de homem cruel. Ficou conhecido como "o Maneta", em Portugal.

## Biografia
Nasceu a 16 de Maio de 1771, em Damvillers, na região do Rio Mosa, em França, filho dum deputado à assembleia constituinte francesa. Em 29 de Junho de 1787, alistou-se no batalhão auxiliar das colónias francesas. Viria a abandoná-lo em Setembro desse mesmo ano e a realistar-se em Janeiro do ano seguinte.
Em Setembro de 1791, torna-se sub-tenente dum batalhão de voluntários da região do Rio Mosa, do qual se viria, mais tarde, em 1792, a tornar tenente.
Nomeado capitão duma brigada da legião do norte, viria a ser promovido ao grau de ajudante de general em Maio de 1793, pela sua bravura. Este grau foi confirmado no ano III da revolução francesa. Serviu com as divisões do exército francês que actuaram na actual Bélgica, tendo sido responsável pela pilhagem da abadia de Orval, em Junho.
A rapidez da sua ascensão foi o prémio de verdadeiros talentos militares e duma coragem que chegava a ser temerária. Dizia-se, na altura, que não tinha nem apego, nem humanidade, nem elevação de carácter. Os seus companheiros de armas diziam que nem sequer aspirava a ser reconhecido.
No dia 13 do vendemiário do ano IV, comandou sob as ordens de Napoleão e foi encarregado de presidir ao conselho de guerra que irá julgar os cabecilhas da insurreição da altura.
No ano VII, serviu sob as ordens de Masséna na Suíça e seguiu, no ano VIII, o general Bonaparte em Itália.
Distinguiu-se nos combates de Cerezola, de Pozzolo, de Parona e de Colorgnoli: os serviços aqui prestados, nos quais abriu caminho ao exército francês para novas vitórias, confirmaram a sua reputação militar.
No dia 12 do messidor do ano IX, retirou-se aos seus aposentos, para um tratamento.
No dia 19 do frimário do ano XII, foi tornado membro Cavaleiro da Ordem Nacional da Legião de Honra e, mais tarde, Oficial dessa mesma Ordem.
Fez a campanha do ano XIV na Alemanha, novamente se destacando em diversas batalhas em Guntzburg, Elchingen e Lütasch, fazendo capitular 300 homens que defendiam este posto forticado. Nesta altura, foi consumada a ocupação do Tirol, ficando Loison encarregado de receber as contribuições de guerra impostas àquela região. Este viria a ficar com a maior parte do dinheiro recebido, não o entregando aos seus superiores.
Após a batalha de Austerlitz, o general Loison foi nomeado Grande-Águia da Ordem Nacional da Legião de Honra, pela bravura demonstrada naquela batalha.
No início de 1806, perdeu o braço esquerdo num acidente de caça, o que o impediu de liderar a sua Divisão nas campanhas desse ano e do ano seguinte, 1807. Participou no cerco de Colberg, na Prússia, ao comando de uma Divisão de reserva, tendo então sido nomeado Governador do novo Reino da Vestfália, que Napoleão criara para Jerónimo, o seu irmão mais novo.
Em 1807, fez a campanha de Portugal, sob o comando de Junot. Em 1809, comandou o exército reservista espanhol. Foi-lhe outorgado o título de Conde do Império, recebendo 25 000 francos de renda sobre terrenos em Hanôver.
Integrado no grande exército de 24 de Maio de 1812, foi designado para organizar uma divisão de 10 000 homens, em Königsberg, que deveria estar na primeira linha.
O então imperador Napoleão dirigiu sérias reprimendas ao general e ordenou que fosse preso, por não se encontrar à cabeça da sua divisão, ao chegar perto do inimigo, antes de Vilnius, argumentado que essa fora a causa da perda das tropas dessa mesma divisão.
Luís XVIII nomeou-o Cavaleiro da Ordem de São Luís a 27 de Julho e Comandante da 5.ª divisão a 5 de Agosto.
Foi retirado do activo compulsivamente a 15 de Novembro de 1815 e morreu nas suas terras de Chikel, perto de Liège, a 30 de Dezembro de 1816, aos 45 anos, após 20 anos de pilhagens sob a capa de General da revolução e do Império franceses.
O seu nome encontra-se inscrito no arco do triunfo, na secção virada para Oeste.

## Influência em Portugal

### Ir para o maneta
Durante a primeira invasão francesa, Loison tornou-se famoso em Portugal pela sua crueldade, torturando e matando numerosas pessoas. O general perdera um braço, num acidente de caça, tendo, por essa razão, ganho a alcunha de "o maneta".
Ficou no imaginário popular associado à expressão "mandar ou ir para o maneta", com o significado original de ir para a tortura ou para a morte. Actualmente, a expressão pode significar "dar cabo de alguém ou de alguma coisa", "destruir", "escangalhar-se", "estragar-se", "perder-se e não ter recuperação".

### Versos
A fama de crueldade valeu-lhe serem-lhe dedicados diversos versos. 
O povo dizia:
```
Entre os títeres generais 
entrou um génio altivo 
que ou era o Diabo vivo 
ou tinha os mesmos sinais... 
```

```
Aos alheios cabedais 
lançava-se como seta, 
namorava branca ou preta, 
toda a idade lhe convinha. 
Consigo três Emes tinha: 
Manhoso, Mau e Maneta.
```

E dizia também:
```
Que generais é que devem 
morrer ao som da trombeta? 
Os três meninos da ordem: 
Jinot, Laborde e Maneta. 
```

```
O Jinot mai-lo Maneta 
julgam Portugal já seu: 
É do demo que os carregue 
e também a quem lho deu.
```